# Агурбаш, Николай Георгиевич
Николай Гео́ргиевич Агурба́ш (род. 25 мая 1954, Ялта, Сталинская область) — российский предприниматель. Основатель и президент компании «Мортадель», российского производителя мясных изделий и деликатесов, доктор экономических наук.
По итогам Российского конкурса «Менеджер года», проводимого Вольным Экономическим Обществом России, Международной Академией менеджмента и Советом Федерации РФ четыре года подряд с 1998 г. признавался лучшим менеджером России. В рейтинге высших руководителей бизнеса-2010 газеты «Коммерсантъ» занял 4-е место в номинации «Производство потребительских товаров».

## Биография

Николай Агурбаш (справа) с однокурсниками (2013)

Николай Агурбаш родился 25 мая 1954 года в п. Ялта, Сталинской области УССР. По национальности грек. С детства увлекался футболом и боксом. Службу в армии проходил в Дальневосточном военном округе. Прошёл путь от рядового до старшины показательной зенитной батареи.
В 1983 году окончил экономический факультет МГУ. Занимал должности главного экономиста Управления статистики агропромышленного комплекса Госкомстата РСФСР, заместителя начальника подотдела сводного планирования Главного планово-экономического управления Госагропрома Нечернозёмной зоны РСФСР.
В 1991 году защитил кандидатскую диссертацию на кафедре экономики сельского хозяйства МГУ, а в 2006 году — докторскую. Является академиком Российской Академии предпринимательства и действительным членом Международной Академии Менеджмента.

## Карьера
В конце 1980-х гг., когда в стране появились первые кооперативы, а экономисты искали наиболее эффективные формы хозрасчёта, Агурбаш, работая в системе Госагропрома, по собственному признанию, стоял перед выбором: оставаться на госслужбе, уйти в науку или заняться предпринимательством. Выбрал последнее. Оставив карьеру чиновника, занял место коммерческого директора в кооперативе своего приятеля. Но там задержался недолго — уже через два месяца предпочёл заняться собственным бизнесом.
С 21 мая 1991 года Агурбаш является единственным учредителем ООО «Фирма „Мортадель“», расположенного в п. Нагорное Пушкинского района Московской области. В 2018 году введена процедура банкротства.
Особое внимание Николай Агурбаш уделяет меценатству и Русской Православной Церкви. Патриарх Московский и Всея Руси Алексий II в 2004 году отметил деятельность Агурбаша патриаршим Орденом «Даниил Московский» III степени. В 2008 году Николаю Георгиевичу вручён Орден Русской Православной Церкви «Святого Равноапостольского князя Владимира» III степени.
Под руководством Агурбаша функционирует фонд поддержки молодых талантов, за счёт которого ежегодно получают высшее образование выпускники школ Подмосковья.
В конце 2010-х, в результате конфликта с сетью магазинов «Дикси», лишился 98 % рынка распространения. Впоследствии компания «Мортадель», а позднее и сам Агурбаш были объявлены банкротами. Все имущество компании распродали, бизнесмен лишился своих активов. включая роскошный особняк в Подмосковье и даже квартиру в Крылатском. которую он в свое время презентовал Анжелике Агурбаш. Через интернет пытался объяснить несправедливость ликвидации своего бизнеса.

## Личная жизнь
Всю жизнь Агурбаш придерживается принципа «В семье и бизнесе демократии быть не может».
От брака со своей первой женой, Ольгой Зайцевой, продолжавшегося 21 год, Николай Георгиевич имеет четверых детей. Жили в особняке в городе Королёве, расстались друзьями.
В 2001 году в жизни бизнесмена появилась белорусская певица Лика Ялинская, на которой он затем женился. Он продюсировал творческую карьеру Анжелики Агурбаш. Только на участие певицы в «Евровидении-2005» и подготовку к конкурсу вложил 5 млн долларов.
От этого брака родился сын Анастас Агурбаш (род. 2004). Предприниматель, согласно собственным утверждениям в печати, содержал также двух детей певицы от предыдущих отношений.
После десяти лет совместной жизни с Анжеликой Агурбаш, в августе 2012 года брак был расторгнут, о причинах разрыва оба бывших супруга подробно рассказали в СМИ.
Следующей избранницей Агурбаша стала заместитель начальника королёвского филиала Сбербанка РФ Ольга Поминова, от которой у него родилась дочь Жанна (2013).
В мае 2014 года Агурбаш объявил о своей новой возлюбленной Эльвире Касеновой. Она с 2013 года по настоящее время занимает должность топ-менеджера в принадлежащей Агурбашу фирме «Мортадель». 28 ноября 2014 года бизнесмен женился на Эльвире.
В сентябре 2017 года супруга Эльвира Агурбаш, первый вице-президент агрокомплекса «Мортадель», была выдвинута от партии «Альянс зелёных» кандидатом на Президентских выборах России (2018), регистрацию в качестве кандидата в ЦИК РФ не прошла[значимость факта?]. По состоянию на 2025 год брак был расторгнут.

## Хобби
Страсть к голубям появилась в раннем детстве и постепенно превратилась в профессиональное хобби. Агурбаш создал центр селекционно-племенной работы «Николаевские голуби».